# Dobrowolskaja
Dobrowolskaja (ros. Добровольская) – wieś (dieriewnia) w Rosji, w obwodzie briańskim, w rejonie komariczskim. W 2010 liczyła 275 mieszkańców.